# La Machine à démonter le temps 2
Série
La Machine à démonter le temps
(2010)
Pour plus de détails, voir Fiche technique et Distribution.
La Machine à démonter le Temps 2 (Hot Tub Time Machine 2) est un film américain réalisé par Steve Pink. Il est la suite de La Machine à démonter le temps (Very Hot Tub en vidéo) 

## Synopsis
Depuis qu'ils ont construit un spa à voyager dans le temps, Lou est devenu un des hommes les plus riches et puissants de la planète, Nick a exaucé son rêve d'être un chanteur populaire, Adam s'est embarqué dans une quête spirituelle et Jacob cherche toujours un sens à sa vie. Lors d'une soirée, Lou est blessé sérieusement par un de ses nombreux ennemis. Afin de le sauver, Nick et Jacob empruntent leur jacuzzi magique jusqu'en 2025. À cette époque où tout semble si différent, ils s'adjoignent l'aide d'Adam Jr. pour tenter de changer le cours des choses.

## Fiche technique
- Titre original : Hot Tube Time Machine 2
- Titre français : La Machine à démonter le Temps 2
- Titre québécois et français (vidéo uniquement) : Le Spa à remonter dans le temps 2
- Réalisation : Steve Pink (en)
- Scénario : Josh Heald
- Producteurs : Andrew Panay
- Producteur associé : Adam Blum
- Producteur exécutif : Rob Corddry, Matt Moore et Ben Ormand
- Musique : Christophe Beck
- Direction artistique : Jason Baldwin Stewart
- Création des costumes : Carol Cutshall
- Sociétés de production : Metro-Goldwyn-Mayer, United Artists et New Crime Productions
- Pays d'origine :  États-Unis
- Durée : 93 minutes
- Genre : Comédie
- Dates de sortie en salles :
  -  États-Unis /  Canada : 20 février 2015

## Distribution
- Rob Corddry (VF : Marc Saez ; VQ : Frédéric Desager) : Lou
- Craig Robinson (VF : Namakan Koné ; VQ : Tristan Harvey) : Nick Weber
- Clark Duke (VF : Donald Reignoux ; VQ : Hugolin Chevrette) : Jacob Dorchen
- Adam Scott (VF : Stanislas Forlani ; VQ : Jean-François Beaupré) : Adam Jr.
- Gillian Jacobs (VF : Véronique Picciotto ; VQ : Catherine Proulx-Lemay) : Jill
- Collette Wolfe (VF : Laurence Charpentier ; VQ : Geneviève Désilets) : Kelly
- Bianca Haase (VQ : Catherine Lavoie) : Sophie
- Jason Jones (en) (VQ : Daniel Picard) : Gary Winkle
- Kumail Nanjiani (VQ : Paul Sarrasin) : Brad
- Kellee Stewart (en) : Courtney
- Josh Heald : Terry
- Gretchen Koerner : Susan
- John Cusack (VF : Patrick Mancini ; VQ : Pierre Auger) : Adam Sr.
- Christian Slater (VF : Thierry Wermuth ; VQ : Gilbert Lachance) : Brett, l'animateur du jeu
- Chevy Chase (VQ : Jacques Lavallée) : le réparateur

 Source et légende : version française (VF) sur RS Doublage